# Agelescape livida
Agelescape livida là một loài nhện trong họ Agelenidae.
Loài này thuộc chi Agelescape. Agelescape livida được Eugène Simon miêu tả năm 1875.